# Chris Wherry
Chris Wherry (* 18. Juli 1973) ist ein ehemaliger US-amerikanischer Radrennfahrer.
Chris Wherry begann seine Karriere als Radprofi 1998 bei dem Radsportteam Saturn. Nach drei Jahren wechselte er zu Mercury. 2003 fuhr er ein Jahr für Navigators, bevor er zu Health Net-Maxxis ging. In seiner zweiten Saison dort gewann er den Prolog beim Redlands Bicycle Classic und entschied so auch die Gesamtwertung für sich. Im Juni gewann Wherry die Wachovia USPRO Championship und wurde somit US-amerikanischer Straßen-Radmeister. In der Gesamtwertung der UCI America Tour 2005 belegte er dank seiner guten Ergebnisse den dritten Platz. Ab 2006 fuhr Wherry für das Continental Team Toyota-United und ließ 2009 bei Hotel San Jose seine aktive Laufbahn ausklingen.

## Erfolge
2002
- Gesamtsieger Tour of the Gila

2005
- Prolog und Gesamtsieger Redlands Bicycle Classic
- US-amerikanischer Meister – Straßenrennen

2006
- zwei Etappen Tour of Utah

## Teams
- 1998 Saturn
- 1999 Saturn
- 2000 Saturn
- 2001 Mercury-Viatel
- 2002 Mercury
- 2003 Navigators
- 2004 Health Net-Maxxis
- 2005 Health Net-Maxxis
- 2006 Toyota-United
- 2007 Toyota-United
- 2008 Toyota-United
- 2009 Team Hotel San Jose